# On/a
On/a (v originále They) je americký hraný film z roku 2017, který režírovala Anahita Ghazvinizadeh podle vlastního scénáře. Snímek měl světovou premiéru na Filmovém festivalu v Cannes 19. května 2017. V ČR byl uveden v roce 2018 na filmovém festivalu Febiofest.

## Děj
J má 14 let a doposud není jasné, jestli chce být chlapcem nebo dívkou. Bere proto hormonální blokátory, ale již se blíží okamžik, kdy se musí definitivně rozhodnout. Na víkend přijíždí starší sestra se svým íránským přítelem a berou J na víkend na návštěvu k jeho příbuzným. V pondělí jde J do nemocnice k lékaři a spolu s rodiči se definitivně rozhodne.

## Obsazení
| Rhys Fehrenbacher | J      |
| Koohyar Hosseini  | Araz   |
| Nicole Coffineau  | Lauren |
| Norma Moruzzi     | matka  |
| Diana Torres      | Diana  |